# Schleusingen
Schleusingen er en by i Landkreis Hildburghausen i det sydlige Thüringen i Tyskland. Byen ligger 10 km nord for Hildburghausen og 12 km sydøst for Suhl.

## Historie
Frem til 1815 hørte Schleusingen til Sachsen (kurfyrstendømme, kongerige fra 1806). Derefter kom Schleusingen under Preussen. Fra 1946 til 1952 var byen en del af Land Thüringen.  
50°30′42″N 10°45′02″Ø / 50.5117°N 10.7506°Ø